# Roberto Devereux
Roberto Devereux (o Roberto Devereux, ossia Il conte di Essex [Roberto Devereux, o el conde de Essex]) es una tragedia lírica u ópera trágica, en tres actos con música de Gaetano Donizetti y libreto en italiano de Salvatore Cammarano, basado en Elisabeth d'Angleterre de François Andelot, aunque Devereux fue el tema de al menos otras dos obras francesas: Le Comte d'Essex de Thomas Corneille y Le Comte d'Essex de La Calprenede. Se estrenó el 29 de octubre de 1837 en el Teatro San Carlo de Nápoles protagonizada por Giuseppina Ronzi De Begnis, seguido por Venecia, con Caroline Ungher, Lisboa (1838), París con Giulia Grisi.
La ópera se basa vagamente en la vida de Robert Devereux, II conde de Essex, un influyente miembro de la corte de la reina Isabel I de Inglaterra. La trama de Roberto Devereux no era nada original, derivada en principio del libreto de Felice Romani Il Conte d'Essex de 1833, originalmente con música de Saverio Mercadante. La viuda de Romani acusó a Cammarano de plagio, aunque la práctica de robar tramas fue muy común entre los teatros de ópera rivales de Italia.
Es una de las óperas de Donizetti que tratan del período Tudor en la historia inglesa e incluyen Ana Bolena (llamada por la segunda esposa de Enrique VIII, Ana Bolena), María Estuardo (que tiene su nombre por María, reina de los escoceses) y Il castello di Kenilworth. Los personajes femeninos principales de las óperas Ana Bolena, María Estuardo y Roberto Devereux a menudo han sido aludidas como las «Tres reinas de Donizetti». Ganaron cierta fama en los años setenta, cuando la soprano estadounidense Beverly Sills las promocionó como una serie en la New York City Opera.
Se ha señalado que, «aunque la trama juega con la historia, la ópera lleva su propia marca de convicción dramática».

## Historia
Roberto Devereux fue estrenada el 29 de octubre de 1837 en el Teatro San Carlos, Nápoles. En unos pocos años, el éxito de la ópera había hecho que se representase en la mayor parte de las ciudades europeas incluyendo París el 27 de diciembre de 1838. En España, se estrenó en el Teatro de la Santa Cruz de Barcelona, en 1838. En 1843 lo cantó Giuseppina Strepponi en Boloña. Se estrenó en La Habana en 1839, en Nueva York en 15 de enero de 1849, en Buenos Aires en 1854, en Viena en 1844 y Londres el 24 de junio de 1841 con la Grisi y en 1845 por Pauline Viardot García en San Petersburgo. El último revival fue en Pavia en 1882.
Entre 1882 y 1964, cuando se repuso en el Teatro de San Carlos de Nápoles, parece que no hubo representaciones. Uno de los más difíciles roles de la literatura belcantista, Isabel de Inglaterra, fue recuperado en 1964 por la soprano turca Leyla Gencer. Fue seguida por Montserrat Caballé en 1965 y en 1970 por Beverly Sills, la primera en cantarla completa. En 1994 fue asumida por Edita Gruberová y en 2007 por Dimitra Theodossiu.
Roberto Devereux fue representado por vez primera en la New York City Opera en octubre de 1970 como la primera parte de la trilogía de las «Tres reinas». Se representó de manera regular en los teatros de ópera durante los ochenta y en versiones de concierto por la Opera Orchestra of New York en enero de 1991 (con Vladímir Chernov), la Royal Opera House, Covent Garden en julio de 2002, y Washington Concert Opera en 2004. En 2009, se dieron representaciones por la Ópera de Dallas, la Ópera de Las Palmas, el Festival de la Opera Holland Park, mientras que 2010 vio las producciones en Mannheim y Roma. 2010 vio representaciones dadas por la Ópera de Minnesota y la Bayerische Staatsoper de Múnich más su primera representación en Quebec en noviembre de aquel año en la Opéra de Montréal.
Esta ópera se representa poco; en las estadísticas de Operabase aparece la n.º 160 de las óperas representadas en 2005-2010, siendo la 51.ª en Italia y la séptima de Donizetti, con 19 representaciones en el período.

## Personajes
| Personaje                                                        | Tesitura     | Reparto del estreno, 29 de octubre de 1837 (Director: ) |
| ---------------------------------------------------------------- | ------------ | ------------------------------------------------------- |
| Elisabetta, reina de Inglaterra                                  | soprano      | Giuseppina Ronzi de Begnis                              |
| El duque de Nottingham                                           | barítono     | Paul Barroilhet                                         |
| Sara, duquesa de Nottingham                                      | mezzosoprano | Almerinda Manzocchi Granchi                             |
| Roberto Devereux, conde de Essex                                 | tenor        | Giovanni Basadonna                                      |
| Lord Cecil                                                       | tenor        | Timoleone Barattini                                     |
| Sir Gualtiero Raleigh                                            | bajo         | Anafesto Rossi                                          |
| Un paje                                                          | contralto    |                                                         |
| Un criado de Nottingham                                          | bajo         | Giuseppe Benedetti                                      |
| Señores del parlamento, caballeros, pajes, guardas de Nottingham |              |                                                         |

## Argumento
El libreto narra un período de la vida de Robert Devereux, II conde de Essex y su relación con Isabel I de Inglaterra.
Lugar: Londres, Inglaterra.
Época: 1598, durante el reinado de la reina Isabel I.

### Acto 1
Escena 1: el gran salón de Westminster
Sara, duquesa de Nottingham, llora a solas mientras lee un libro. Las damas de la corte expresan su preocupación, pero ella responde que es feliz, mientras que privadamente revela su tristeza. La reina Isabel entra y afirma que, por insistencia de Nottingham, consiente en ver a Roberto de nuevo, ahora que él ha regresado de Irlanda acusado de traición. Para desencanto de Sara, la reina le revela su amor por Roberto.  Cecil entra y anuncia que el Parlamento está esperando una respuesta de la reina en relación con los cargos contra Roberto, creyendo que esta es demasiado compasiva con él.
Roberto entra y, en una conversación que oye Sara, Isabel le declara su amor. Isabel le da a Roberto un anillo como garantía de su seguridad y, crecientemente celosa, exige de Roberto el nombre de la mujer a la que ama. Roberto niega amar a nadie, y la reina se marcha.
Nottingham, amigo y defensor de Roberto, entra y los dos hombres discuten la situación de Roberto y las preocupaciones de Nottingham sobre el comportamiento de su esposa después de que él ha observado que ella borda un pañuelo azul. Los dos hombres se ven interrumpidos por Cecil exigiendo que Nottingham acuda a un encuentro de los Pares del Reino.
Escena 2: apartamentos de Sara
Roberto entra a los apartamentos de Sara. Esta le declara que se vio obligada a casarse con Nottingham mientras él estaba en Irlanda, por indicación de la Reina. Al mismo tiempo, viendo el anillo en el dedo de Roberto, asume que es un regalo de amor de la Reina, y le dice que no deben volver a verse. En un dúo final (Dacchè tornasti, ahí misera – «Desde que has regresado, ¡ah, mísera de mí!») cada uno declara amor por el otro y aceptan que deben decirse adiós.

### Acto II
El gran salón en Westminster
La reina pregunta a Cecil qué se ha decidido. Cecil declara que la sentencia es de muerte. Le dice que Devereux tenía un pañuelo en su poder que se resistió a entregar. 
Nottingham entra y ruega por la vida de Roberto, insistiendo en que es inocente, pero la reina está convencida de que Roberto ha sido desleal y, cuando lo llevan, se enfrenta a él, mostrándole el pañuelo.  Nottingham lo ve y lo reconoce. Furioso, declara que se vengará mientras que, al mismo tiempo, Isabel ofrece a Roberto su libertad si él revela el nombre de su rival.  Él lo rechaza y ella firma la sentencia de muerte, anunciando que un cañón se oirá cuando caiga el hacha.  Nottingham echa humo porque el hacha no es un castigo adecuado.

### Acto III
Escena 1: apartamentos de Sara
A solas, Sara recibe el anillo de Roberto junto con una carta suya. En ella, le dice que lleve el anillo a Isabel y le ruegue clemencia. Antes de que ella se pueda ir, Nottingham llega y lee la carta.  Aunque ella declara su inocencia, él le impide que se marche. Ambos oyen la marcha funeral por Roberto mientras se lo llevan a la Torre, y Nottingham se va para ejecutar su venganza sobre Roberto.
Escena 2: la Torre de Londres
En su celda, Roberto se pregunta por qué su anillo no lo ha recibido la reina. Rechaza traicionar a Sara. Cuando llega Cecil a la celda, no es para liberar a Roberto sino para llevarlo a su ejecución. Se lo llevan.
Escena 3: la gran sala en Westminster
Isabel está triste por la muerte inminente de su amante y se pregunta por qué Sara no está ahí para reconfortarla. Cecil anuncia que Roberto va de camino al patíbulo, y Sara llega despeinada. Entrega a Isabel el anillo junto con la confesión de que es ella la rival de la reina. Esta intenta en vano detener la ejecución, ya que en ese momento suena el cañón anunciando la muerte de Roberto.
Entra Nottingham, e Isabel exige saber por qué impidió que le llegara el anillo. Él responde: «Yo quería sangre, ¡y sangre he tenido!» Isabel es acosada por el cuerpo sin cabeza de Roberto, y desea su propia muerte, anunciando que Jacobo VI de Escocia (hijo de María, reina de los escoceses) será rey. A solas, ella besa el anillo de Roberto.

## Grabaciones
Hay una grabación histórica según La discoteca ideal de la ópera, de Roger Alier y otros, la dirigida por Mario Rossi (1964), con Leyla Gencer (Elisabetta), Piero Cappuccilli (Duca di Nottingham), Anna Maria Rota (Sara), Ruggero Bondino (Roberto Devereux), Gabriele De Julis (Lord Cecil) y Silvano Pagliuca (Sir Gualtiero Raleigh). Coro y Orquesta del Teatro San Carlos de Nápoles. HUNT.